# Copa del Generalísimo 1974/75
Die Copa del Generalísimo 1974/75 war die 71. Austragung des spanischen Fußballpokalwettbewerbes, der heute unter dem Namen Copa del Rey stattfindet.
Der Wettbewerb startete am 30. Oktober 1974 und endete mit dem Finale am 5. Juli 1975 im Estadio Vicente Calderón in Madrid. Titelverteidiger des Pokalwettbewerbes war Real Madrid. Den Titel gewann erneut Real Madrid durch einen 4:3-Erfolg im Elfmeterschießen im Finale gegen den Stadtrivalen Atlético Madrid. Damit qualifizierten sich die Madrilenen für den Europapokal der Pokalsieger 1975/76.

## Erste Runde
Die Hinspiele wurden am 30. und 31. Oktober sowie am 1. November, die Rückspiele am 16. und 17. November 1974 ausgetragen.
|                            | Gesamt        |                           | Hinspiel | Rückspiel |
| -------------------------- | ------------- | ------------------------- | -------- | --------- |
| Linares CF                 | 2:3           | AD Almería                | 1:0      | 1:3       |
| CA Osasuna                 | 1:3           | SD Huesca                 | 1:0      | 0:3       |
| FC Palencia                | 2:1           | CD Colonia Moscardó       | 1:0      | 1:1       |
| Deportivo Xerez            | 4:4 4:1 i. E. | CD San Fernando           | 2:1      | 2:3       |
| Sestao SC                  | 2:3           | SD Eibar                  | 1:1      | 1:2       |
| CD Baskonia                | 2:0           | CD Calahorra              | 1:0      | 1:0       |
| Real Unión                 | 6:3           | Bilbao Atlético           | 3:2      | 3:1       |
| Deportivo La Coruña        | 5:1           | Gran Peña Celtista        | 2:0      | 3:1       |
| FC Pontevedra              | 5:2           | Club Lemos                | 4:0      | 1:2       |
| CD Lugo                    | 2:1           | Racing de Ferrol          | 1:1      | 1:0       |
| Orihuela Deportivo CF      | 1:5           | CD Olímpico               | 0:2      | 1:3       |
| FC Cartagena               | 2:3           | Algemesí CF               | 1:1      | 1:2       |
| CD Mirandés                | 2:1           | AD Torrejón               | 1:0      | 1:1       |
| Castilla CF                | 3:1           | CD Guadalajara            | 3:0      | 0:1       |
| Levante UD                 | 3:0           | CD Mestalla               | 3:0      | 0:0       |
| Real Granada               | 3:6           | CA Marbella               | 1:1      | 2:5       |
| CA Universitario           | 1:3           | CD Gijón                  | 0:1      | 1:2       |
| SD Unión Club El Astillero | 2:5           | Gimnástica de Torrelavega | 2:3      | 0:2       |
| Melilla CF                 | 1:2           | SD Melilla                | 1:1      | 0:1       |
| CD Salmantino              | 2:6           | CD Béjar Industrial       | 1:3      | 1:3       |
| Atlético Ceuta             | 1:0           | Algeciras CF              | 0:0      | 1:0       |
| CD Pegaso                  | 5:3           | AD Arganda                | 2:1      | 3:2       |
| CD Atlético Ciudadela      | 2:6           | UD Poblense               | 2:2      | 0:4       |
| UP Langreo                 | 4:5           | CD Turón                  | 2:2      | 2:3       |
| Ontinyent CF               | 1:2           | FC Villarreal             | 0:0      | 1:2       |
| CD Ensidesa                | 6:2           | Caudal Deportivo          | 4:1      | 2:1       |
| SD Ibiza                   | 0:1           | CD Constancia             | 0:0      | 0:1       |
| CD Badajoz                 | 1:2           | FC Extremadura            | 1:0      | 0:2       |
| AD Hellín                  | 1:3           | Yeclano CF                | 0:0      | 1:3       |
| CD Eldense                 | 3:2           | CD Villena                | 3:1      | 0:1       |
| CD Logroñés                | 1:3           | CD Guecho                 | 1:0      | 0:3       |
| Real Linense               | 3:2           | RC Portuense              | 1:0      | 2:2       |
| Calvo Sotelo CF            | 1:2           | CD Getafe                 | 0:0      | 1:2       |
| CD Tortosa                 | 0:3           | Vinaroz CF                | 0:0      | 0:3       |
| FC Girona                  | 4:3           | FC Terrassa               | 3:1      | 1:2       |
| CD Manresa                 | 2:1           | CF Calella                | 1:0      | 1:1       |

- Freilose: CD Tudelano, Guernica CF, Real Jaén, CD Carabanchel.

## Zweite Runde
Die Hinspiele wurden am 3., 4. und 5. Dezember, die Rückspiele am 18. Dezember 1974 ausgetragen.
|                     | Gesamt |                           | Hinspiel | Rückspiel |
| ------------------- | ------ | ------------------------- | -------- | --------- |
| CD Tudelano         | 1:3    | SD Huesca                 | 1:0      | 0:3       |
| Yeclano CF          | 3:5    | CD Olímpico               | 3:2      | 0:3       |
| CD Guecho           | 3:5    | Gimnástica de Torrelavega | 3:2      | 0:3       |
| UD Poblense         | 2:4    | CD Constancia             | 1:1      | 1:3       |
| Vinaroz CF          | 0:4    | FC Villarreal             | 0:0      | 0:4       |
| SD Melilla          | 3:5    | AD Almería                | 3:0      | 0:5       |
| Guernica CF         | 1:3    | CD Baskonia               | 0:0      | 0:3       |
| CD Turón            | 2:4    | CD Lugo                   | 1:0      | 1:4       |
| CD Ensidesa         | 3:1    | CD Gijón                  | 2:0      | 1:1       |
| FC Girona           | 2:4    | CD Manresa                | 2:3      | 0:1       |
| FC Extremadura      | 0:1    | CD Béjar Industrial       | 0:0      | 0:1       |
| Deportivo La Coruña | 6:1    | FC Pontevedra             | 3:0      | 3:1       |
| Real Unión          | 2:3    | SD Eibar                  | 2:1      | 0:2       |
| CD Pegaso           | 1:3    | Castilla CF               | 1:1      | 0:2       |
| CA Marbella         | 3:4    | Deportivo Xerez           | 2:0      | 1:4       |
| Real Jaén           | 4:2    | CD Eldense                | 4:0      | 0:2       |
| CD Mirandés         | 3:2    | FC Palencia               | 3:0      | 0:2       |
| Algemesí CF         | 1:2    | Levante UD                | 1:0      | 0:2       |
| Real Linense        | 3:4    | Atlético Ceuta            | 2:2      | 1:2       |
| CD Carabanchel      | 4:2    | CD Getafe                 | 2:2      | 2:0       |

## Dritte Runde
Die Hinspiele wurden am 8. Januar, die Rückspiele am 22., 28., 29. und 30. Januar 1975 ausgetragen.
|                           | Gesamt        |                         | Hinspiel | Rückspiel |
| ------------------------- | ------------- | ----------------------- | -------- | --------- |
| AD Almería                | 5:6           | FC Cádiz                | 3:3      | 2:3       |
| CD Béjar Industrial       | 2:3           | FC Barakaldo            | 1:1      | 1:2       |
| CD Baskonia               | 0:6           | CD Teneriffa            | 0:0      | 0:6       |
| FC Barcelona Atlètic      | 4:3           | Castilla CF             | 2:0      | 2:3       |
| FC Burgos                 | 5:3           | CD Manresa              | 4:2      | 1:1       |
| FC Córdoba                | 5:1           | FC Villarreal           | 4:0      | 1:1       |
| Atlético Ceuta            | 2:3           | CD Castellón            | 2:0      | 0:3       |
| Deportivo La Coruña       | 1:2           | CD Ourense              | 0:0      | 1:2       |
| SD Huesca                 | 0:1           | Deportivo Alavés        | 0:0      | 0:1       |
| Deportivo Xerez           | 1:2           | Cultural Leonesa        | 0:0      | 1:2       |
| CD Lugo                   | 1:6           | Gimnástico de Tarragona | 1:1      | 0:5       |
| RCD Mallorca              | 3:3 6:5 i. E. | CD Ourense              | 2:0      | 1:3       |
| CD Olímpico               | 2:3           | Recreativo Huelva       | 2:2      | 0:1       |
| Real Oviedo               | 4:2           | Real Jaén               | 3:2      | 1:0       |
| Racing Santander          | 2:3           | Levante UD              | 2:1      | 0:2       |
| Rayo Vallecano            | 4:0           | SD Eibar                | 2:0      | 2:0       |
| CD Sabadell               | 4:2           | CD Mirandés             | 1:0      | 3:2       |
| Gimnástica de Torrelavega | 1:2           | CD San Andrés           | 1:0      | 0:2       |
| FC Sevilla                | 2:1           | CD Ensidesa             | 2:0      | 0:1       |
| Real Valladolid           | 3:5           | CD Constancia           | 2:1      | 1:4       |

## Vierte Runde
Die Hinspiele wurden am 12. Februar, die Rückspiele am 26. Februar 1975 ausgetragen.
|                         | Gesamt        |                   | Hinspiel | Rückspiel |
| ----------------------- | ------------- | ----------------- | -------- | --------- |
| Deportivo Alavés        | 0:3           | CD San Andrés     | 0:1      | 0:2       |
| FC Barakaldo            | 3:4           | CD Ourense        | 2:2      | 1:2       |
| FC Barcelona Atlètic    | 3:2           | UD Salamanca      | 2:1      | 1:1       |
| FC Burgos               | 3:2           | Real Murcia       | 3:1      | 0:1       |
| FC Córdoba              | 2:3           | Hércules Alicante | 1:0      | 1:3       |
| FC Elche                | 0:3           | Recreativo Huelva | 0:1      | 0:2       |
| RCD Español             | 2:1           | FC Cádiz          | 2:1      | 0:0       |
| UD Las Palmas           | 3:1           | CD Teneriffa      | 2:0      | 1:1       |
| Cultural Leonesa        | 4:2           | CD Castellón      | 4:0      | 0:2       |
| Levante UD              | 3:3 2:3 i. E. | Real Gijón        | 0:1      | 3:2       |
| Real Oviedo             | 5:2           | CD Sabadell       | 3:0      | 2:2       |
| Rayo Vallecano          | 4:5           | FC Valencia       | 3:4      | 1:1       |
| FC Sevilla              | 3:4           | Celta Vigo        | 2:0      | 1:4       |
| Gimnástico de Tarragona | 3:1           | CD Constancia     | 2:0      | 1:1       |

- Freilose: RCD Mallorca und Betis Sevilla.

## Fünfte Runde
Die Hinspiele wurden am 12. und 19. März, die Rückspiele am 19. März und 2. April 1975 ausgetragen.
|                   | Gesamt        |                         | Hinspiel | Rückspiel |
| ----------------- | ------------- | ----------------------- | -------- | --------- |
| Betis Sevilla     | 3:2           | Gimnástico de Tarragona | 3:1      | 0:1       |
| Recreativo Huelva | 3:5           | Celta Vigo              | 2:1      | 1:4       |
| Hércules Alicante | 3:6           | FC Barcelona Atlètic    | 2:0      | 1:6       |
| UD Las Palmas     | 3:2           | RCD Español             | 1:1      | 2:1       |
| Cultural Leonesa  | 3:3 3:4 i. E. | CD Ourense              | 2:0      | 1:3       |
| Real Oviedo       | 1:1 4:5 i. E. | FC Burgos               | 1:1      | 0:0       |
| CD San Andrés     | 4:1           | RCD Mallorca            | 3:0      | 1:1       |
| FC Valencia       | 3:5           | Real Gijón              | 3:2      | 0:3       |

## Achtelfinale
Die Hinspiele wurden am 31. Mai und 1. Juni, die Rückspiele am 3. und 4. Juni 1975 ausgetragen.
|                 | Gesamt        |                      | Hinspiel | Rückspiel |
| --------------- | ------------- | -------------------- | -------- | --------- |
| Atlético Madrid | 7:0           | FC Barcelona Atlètic | 5:0      | 2:0       |
| Betis Sevilla   | 0:2           | Atlético Bilbao      | 0:0      | 0:2       |
| Celta Vigo      | 5:5 2:4 i. E. | Real Saragossa       | 4:2      | 1:3       |
| CD Málaga       | 2:3           | UD Las Palmas        | 1:1      | 1:2       |
| CD Ourense      | 1:3           | Real Madrid          | 0:0      | 1:3       |
| Real Sociedad   | 4:3           | FC Burgos            | 3:1      | 1:2       |
| CD San Andrés   | 1:3           | FC Barcelona         | 1:2      | 0:1       |
| Real Gijón      | 1:2           | FC Granada           | 0:0      | 1:2       |

## Viertelfinale
Die Hinspiele wurden am 8. Juni, die Rückspiele am 14. und 15. Juni 1975 ausgetragen.
|                 | Gesamt        |                 | Hinspiel | Rückspiel |
| --------------- | ------------- | --------------- | -------- | --------- |
| Atlético Madrid | 3:2           | FC Granada      | 2:0      | 1:2       |
| FC Barcelona    | 0:1           | Real Saragossa  | 0:0      | 0:1       |
| UD Las Palmas   | 4:5           | Real Madrid     | 4:0      | 0:5       |
| Real Sociedad   | 4:4 5:6 i. E. | Atlético Bilbao | 3:1      | 1:3       |

## Halbfinale
Die Hinspiele wurden am 21. und 22. Juni, die Rückspiele am 28. und 29. Juni 1975 ausgetragen.
|                 | Gesamt |                 | Hinspiel | Rückspiel |
| --------------- | ------ | --------------- | -------- | --------- |
| Real Saragossa  | 3:4    | Real Madrid     | 2:2      | 1:2       |
| Atlético Madrid | 2:0    | Atlético Bilbao | 2:0      | 0:0       |

## Finale
| Real Madrid                                       | Real Madrid | Atlético Madrid | Atlético Madrid |
| ------------------------------------------------- | --- | --- | --------------- |
| Real Madrid                                       | \| 5. Juli 1975 in Madrid (Estadio Vicente Calderón) \| \| Ergebnis: 0:0 n. V., 4:3 i. E. \| \| Zuschauer: 60.000 \| \| Schiedsrichter: Pedro María Urrestarazu \|                                                                                               | \| 5. Juli 1975 in Madrid (Estadio Vicente Calderón) \| \| Ergebnis: 0:0 n. V., 4:3 i. E. \| \| Zuschauer: 60.000 \| \| Schiedsrichter: Pedro María Urrestarazu \|                                                                                         | Atlético Madrid |
| Real Madrid                                       | Miguel Ángel – Juan Carlos Touriño (99. José Heredia), Pirri, José Antonio Camacho, Francisco Uría – Vicente del Bosque, Alberto Vitoria, Benito Rubiñán – Amancio , Santillana, Roberto Martínez (105. Ico Aguilar) Cheftrainer: Miljan Miljanić ( Jugoslawien) | Miguel Reina – Marcelino Pérez, Eusebio Bejarano, Domingo Benegas, Panadero Díaz – Adelardo Rodríguez (83. Ignacio Salcedo), Alberto, Javier Irureta – Eugenio Leal (106. Francisco Melo), José Eulogio Gárate, Heraldo Bezerra Cheftrainer: Luis Aragonés | Atlético Madrid |
| Real Madrid                                       | Elfmeterschießen | | Atlético Madrid |
| Real Madrid                                       | 1:0 Amancio 2:1 Pirri Vicente del Bosque 3:2 Benito Rubiñán 4:3 Ico Aguilar | Javier Irureta 1:1 José Eulogio Gárate Ignacio Salcedo 2:2 Alberto 3:3 Heraldo Bezerra | Atlético Madrid |
| Real Madrid                                       | Panadero Díaz (75.), José Eulogio Gárate (98.) | | Atlético Madrid |
| 5. Juli 1975 in Madrid (Estadio Vicente Calderón) | | |                 |
| Ergebnis: 0:0 n. V., 4:3 i. E.                    | | |                 |
| Zuschauer: 60.000                                 | | |                 |
| Schiedsrichter: Pedro María Urrestarazu           | | |                 |